# Thuốc thử Tollens

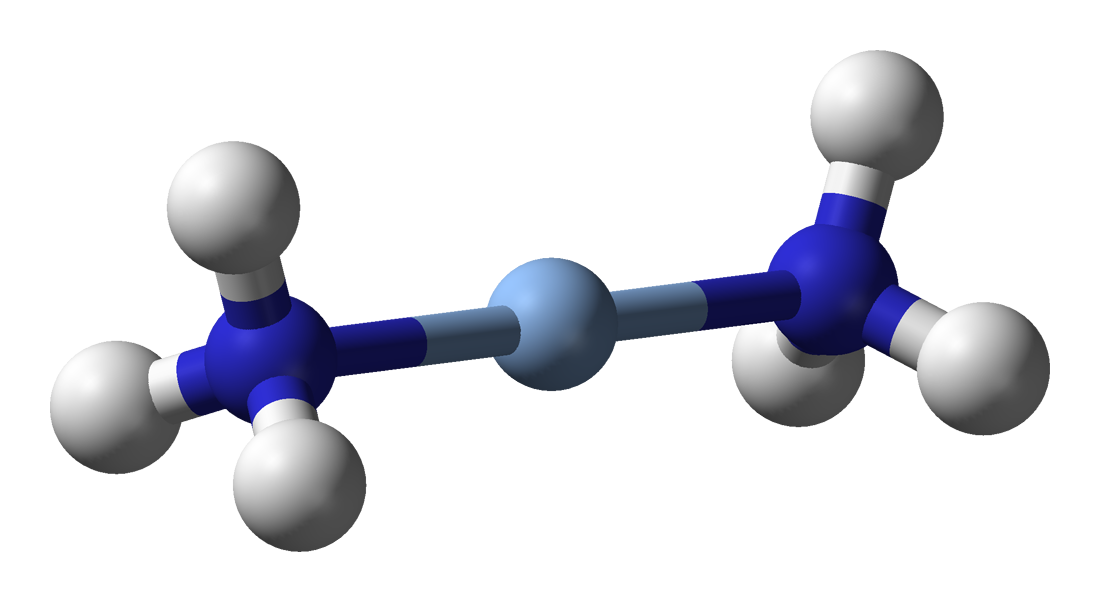
Mô hình 3D công thức cấu tạo của phức diammine bạc(I)

Thuốc thử Tollens (công thức hóa họcː {\displaystyle {\ce {Ag(NH3)2OH}}}) là một thuốc thử hóa học được sử dụng để phân biệt giữa aldehyde và keton cùng với một số alpha-hydroxy keton có thể biến đổi thành aldehyde. Thuốc thử bao gồm dung dịch bạc(I) nitrat, amonia và một ít natri hydroxide (để duy trì độ pH cơ bản của thuốc thử). Thuốc thử này được đặt tên theo người phát hiện ra nó, nhà hóa học người Đức Bernhard Tollens. Kết quả dương tính với thuốc thử Tollens được biểu thị bằng sự kết tủa của bạc đơn chất, thường tạo ra "gương bạc" đặc trưng trên bề mặt trong của bình phản ứng.

## Chuẩn bị
Thuốc thử Tollens không được bán trên thị trường do thời hạn sử dụng ngắn, vì vậy thuốc thử này phải được chuẩn bị mới trong phòng thí nghiệm. Quá trình thông thường bao gồm hai bước. Đầu tiên, một vài giọt natri hydroxide loãng được thêm vào dung dịch 0,1 M bạc nitrat. Các ion {\displaystyle {\ce {OH-}}}chuyển dạng phức bạc aquo thành bạc oxide {\displaystyle {\ce {Ag2O}}}, kết tủa từ dung dịch dưới dạng chất rắn màu nâu đen:
{\displaystyle {\ce {2AgNO3 + 2NaOH -> Ag2O(s) + 2NaNO3 + H2O}}}
Trong bước hai, lượng dung dịch amonia vừa đủ được thêm vào để hòa tan bạc oxide. Dung dịch thu được chứa phức [Ag(NH3)2]+, đây là thành phần chính của thuốc thử Tollens.
{\displaystyle {\ce {Ag2O(s) + 4NH3 + 2NaOH + H2O -> 2[Ag(NH3)2]OH + 2NaOH}}}
Ngoài ra, amonia dạng nước có thể được thêm trực tiếp vào dung dịch bạc nitrat. Lúc đầu, amonia sẽ tạo ra bạc oxide rắn, nhưng với amonia bổ sung, kết tủa rắn này sẽ hòa tan để tạo ra một dung dịch rõ ràng của phức bạc(I) {\displaystyle {\ce {[Ag(NH3)2]+}}}. Lọc thuốc thử trước khi sử dụng giúp ngăn ngừa hiện tượng dương tính giả.

## Cách sử dụng

### Phân tích định tính chất hữu cơ
Khi sự hiện diện của nhóm carbonyl đã được xác định bằng cách sử dụng 2,4-dinitrophenylhydrazine (còn được gọi là thuốc thử Brady hoặc 2,4-DNPH hoặc 2,4-DNP), tuy nhiên không rõ nhóm carbonyl là aldehyde hay keton, do đó phải sử dụng còn thuốc thử Tollens. Thuốc thử Tollens cho kết quả âm tính với hầu hết các keton, với xeton alpha-hydroxy là một ngoại lệ.
Thử nghiệm dựa trên đặc điểm của aldehyde dễ bị oxi hóa hơn so với keton; điều này là do carbon chứa carbonyl trong aldehyde có hydro gắn vào. Phức hợp bạc diamine(I) trong hỗn hợp là chất oxy hóa và là chất phản ứng thiết yếu trong thuốc thử Tollens. Thử nghiệm thường được thực hiện trong ống nghiệm nhúng nước ấm.
Với kết quả dương tính, phức bạc diammine(I) oxy hóa aldehyde thành ion carboxylat và đồng thời phức bạc bị khử thành bạc đơn chất và amonia trong nước. Bạc đơn chất kết tủa trong dung dịch, xuất hiện trên bề mặt bên trong của bình phản ứng tạo ra "gương bạc" đặc trưng. Ion carboxylat khi bị acid hóa sẽ tạo ra acid carboxylic tương ứng. Acid carboxylic không được hình thành trực tiếp ngay từ đầu vì phản ứng diễn ra trong điều kiện kiềm. Các phương trình ion cho phản ứng tổng thể được hiển thị bên dưới với R là nhóm alkyl.
{\displaystyle {\ce {2[Ag(NH3)2]+ + R-CHO + H2O -> 2Ag(s) + 4NH3 + R-COOH + 2H+}}}
Thuốc thử Tollens cũng có thể được sử dụng để kiểm tra các alkyne cuối ({\displaystyle {\ce {R-C2H}}}). Kết tủa trắng của axetylua ({\displaystyle {\ce {AgC-R}}}) được hình thành trong trường hợp này. Một thử nghiệm khác dựa trên phản ứng của furfural với phloroglucinol để tạo ra hợp chất có màu với độ hấp thụ mol cao. Nó cũng cho kết quả dương tính với hydrazin, hydrazon, keton α-hydroxy và 1,2-dicarbonyl.
Cả thuốc thử Tollens và thuốc thử Fehling cho kết quả dương tính với acid fomic.

### Nhuộm màu
Trong giải phẫu bệnh, ammonical nitrate bạc được sử dụng trong phương pháp nhuộm Fontana-Masson, là một kỹ thuật nhuộm màu bạc được sử dụng để phát hiện melanin, argentaffin và lipofuscin trong mô học. Melanin và các chromaffin khác khử bạc nitrat thành bạc kim loại.

### Tráng gương bạc
Thuốc thử Tollens cũng được dùng để tráng gương bạc lên đồ thủy tinh; ví dụ bên trong của một bình giữ nhiệt chân không. Quá trình hóa học này gọi là phản ứng tráng gương hay phản ứng tráng bạc. Chất khử là glucose (một aldehyde) và cần phải có dụng cụ thủy tinh sạch để tạo ra chiếc gương chất lượng cao. Để tăng tốc độ lắng đọng, bề mặt thủy tinh có thể được xử lý trước bằng thiếc(II) chloride trong dung dịch acid hydrochloric.
Đối với các ứng dụng đòi hỏi chất lượng quang học cao nhất, chẳng hạn như gương kính thiên văn, việc sử dụng thiếc(II) chloride là vấn đề, vì nó tạo ra độ nhám ở kích thước nano và làm giảm hệ số phản xạ. Các phương pháp sản xuất gương kính thiên văn bao gồm các chất phụ gia bổ sung để tăng độ bám dính và khả năng phục hồi của lớp tráng, chẳng hạn như trong phương pháp Martin sử dụng acid tartaric và ethanol.

## An toàn phòng thí nghiệm
Thuốc thử Tollens sau pha chế lâu chưa sử dụng có thể được phân hủy bằng acid loãng để ngăn chặn sự hình thành bạc nitride rất dễ nổ.